# توبدزین
توبدزین (به لاتین: Tubądzin) یک منطقهٔ مسکونی در لهستان است که در Gmina Wróblew واقع شده‌است.

## خصوصیات
توبدزین ۲۳۰ نفر جمعیت دارد.